# Daniel Vaillant
Daniel Vaillant (Lormes, 19 juli 1949) is een Frans politicus. Hij is sedert 1995 (met een onderbreking tussen 2000 en 2002) burgemeester van het 18e arrondissement van Parijs, en was in het Kabinet-Jospin twee jaar lang minister van binnenlandse zaken. Hij behoort samen met Lionel Jospin en Bertrand Delanoë tot een kliek binnen de Franse Parti Socialiste die zijn machtsbasis heeft in het kiesdistrict Goutte d'Or/La Chapelle in het noordelijk deel van Parijs. Vaillant is onder meer bekend geworden door zijn uitspraken als minister van Binnenlandse zaken over de legalisatie van marihuana in het dagblad Libération. Als burgemeester van het 18e arrondissement kreeg hij bekendheid door de opening van twee "centra voor de Islamitische cultuur" in de wijk Goutte d'Or te subsidiëren, iets dat in Frankrijk als gevolg van de laïcité gevoelig ligt, maar dat vanwege het grote aantal op straat biddende moslims een uitkomst moet binnen om de gelovigen onderdak in de buurt te geven.
- Bibliothèque nationale de France: cb137717890 (data)
- Gemeinsame Normdatei: 123578051
- International Standard Name Identifier: 0000 0000 7838 6776
- Library of Congress Control Number: n2002099667
- Système universitaire de documentation: 060840013
- Virtual International Authority File: 79164699
- WorldCat: E39PBJqW3Rk37B7f9rhCHpGrbd